# عبد العزيز الغرير
عبد العزيز الغرير (من مواليد 1 يوليو 1954-) هو سياسي ورجل أعمال إماراتي، وهو رئيس مجلس إدارة بنك المشرق ومدير مجموعة عبد الله الغرير. شغل منصب رئيس المجلس الوطني الاتحادي لدولة الإمارات العربية المتحدة من عام 2007 إلى عام 2011. اعتبارًا من عام 2022، قدرت مجلة فوربس صافي ثروته بمبلغ 2.6 مليار دولار أمريكي.

## حياته
تدرب الغرير كمهندس صناعي وحصل على درجة البكالوريوس من جامعة ولاية كاليفورنيا متعددة التقنيات. انضم إلى بنك المشرق عام 1977، وعمل في مناصب مختلفة حتى عام 1988، وتولى مسؤولية العمليات الدولية للبنك، حيث أنشأ فروعًا في نيويورك ولندن والبحرين وقطر ومصر والهند وباكستان. تم تعيينه مديرًا تنفيذيًا في عام 1989 وأصبح الرئيس التنفيذي في العام التالي.
الغرير هو حاليا رئيس مجلس إدارة بنك المشرق، وهي مؤسسة مالية في دولة الإمارات العربية المتحدة أسسها عمه ماجد أحمد الغرير خلال الطفرة النفطية الأولى في الخليج في الستينيات. تمتلك عائلته ممتلكات تشمل العقارات والإسمنت والمقاولات وغيرها. يشمل قسم المواد الغذائية في ممتلكاته ثاني أكبر مطحنة دقيق في الشرق الأوسط ومياه مسافي المعدنية. ويرأس الغرير أيضًا شبكة ملائكة الأعمال العرب.
تولى الغرير رئاسة المجلس الوطني الاتحادي في دولة الإمارات العربية المتحدة من عام 2007 حتى عام 2011.
شغل الغرير أيضًا منصب الرئيس التنفيذي لبنك المشرق منذ عام 1990، الذي كان أول من أطلق أجهزة الصراف الآلي؛ وبطاقات الخصم والائتمان، الشيكات السياحية؛ القروض الاستهلاكية؛ محطات نقاط البيع في الشرق الأوسط.
الغرير هو أيضًا رئيس مجلس إدارة الغرير للاستثمارات، وهي مجموعة متنوعة تركز بشكل أساسي على الأغذية والسلع والبناء والعقارات. وكان في السابق عضواً في مجلس إدارة شركات إعمار، وفيزا إنترناشيونال، وماستركارد، ومركز دبي المالي العالمي، وغرفة تجارة وصناعة دبي، وكان رئيساً مشاركاً لمجلس الأعمال العربي.

## الأعمال الخيرية
يدعم الغرير العديد من المنظمات الخيرية بما في ذلك اليونيسف واليونسكو واتحاد الإمارات لرياضات ذوي الإعاقة.
وكان الغرير ضمن الوفد الرسمي من دولة الإمارات العربية المتحدة لزيارة الفاتيكان والاجتماع مع البابا بندكت السادس عشر في 21 أكتوبر 2008.
وفي عام 2015، تعهد الغرير بثلث أصول مجموعته لمؤسسة عبد الله الغرير للتعليم.

## المناصب
السابـقة
- عضو مجلس إدارة فيزا العالمية خلال الفترة من 1996 - 1998.
- عضو مجلس إدارة شركة إعمار العقارية خلال الفترة من 1997 - 2006.
- عضو مجالس إدارة شركة دبي للاستثمار خلال الفترة من 1995 - 2002.
- عضو مجلس إدارة ماستر كارد العالمية خلال الفترة من 1993 - 1995.

الحالية
- عضو مجلس الإدارة والرئيس التنفيذي لبنك المشرق (ش.م.ع).
- نائب رئيس مجلس إدارة مركز دبي المالي العالمي.

عضوية (الجمعيات-الأندية –الشركات-المؤسسات).
- عضو مجلس الشؤون الاقتصادية لإمارة دبي خلال الفترة من 2003 - 2006 و2006 - 2009.
- عضو في غرفة تجارة وصناعة دبي خلال الفترة من 1982 - 1986 و1995 - 2009.
- عضو في مؤسسة الإمارات من 2005.
- عضو مجلس الأمناء لكليات التقنية العليا من 2002.
- عضو الهيئة الاستشارية للمجلس الأعلى لدول مجلس التعاون الخليجي خلال الفترة من 2005 - 2008.